# Urtica thunbergiana
Urtica thunbergiana là loài thực vật có hoa trong họ Tầm ma. Loài này được Siebold & Zucc. miêu tả khoa học đầu tiên năm 1846.